# Franz Christian Grimm von Grimmenstein
Freiherr Franz Christian Grimm von Grimmenstein (* 17. April 1768 in Stuttgart; † 28. Oktober 1846 in Erfurt) war ein preußischer Generalmajor.

## Leben

### Herkunft
Seine Eltern waren Gottfried Christian Grimm von Grimmenstein (* 1735; † 3. Januar 1796) und dessen Ehefrau Maria Margarethe, geborene Steinerle. Sein Vater war württembergischer Quartiermeister und Notar in Stuttgart. 

### Militärkarriere
Grimmenstein trat im Jahr 1788 als Gefreitenkorporal in das Infanterieregiment „von Tauentzien“ der Preußischen Armee ein und wurde dort am 1. Februar 1792 Fähnrich. Während des Kościuszko-Aufstands nahm er 1794/95 in Polen am Gefecht bei Ottaschin teil. Von 1795 bis 1805 fungierte er als Regimentsadjutant und avancierte zwischenzeitlich am 1. Mai 1796 zum Sekondeleutnant sowie am 8. Oktober 1803 zum Premierleutnant. Am 5. Oktober 1805 kam er als Generaladjutant zum General von Kropff und kämpfte während des Vierten Koalitionskrieges bei der Verteidigung von Breslau und Schweidnitz. 
Nach dem Frieden von Tilsit zunächst inaktiv gestellt, erhielt Grimmenstein am 2. Juli 1808 die Mitteilung, dass er bald wieder in die Armee aufgenommen werden kann. Am 18. Februar 1809 wurde er Stabskapitän der Armee und am 31. Juli 1809 dem 2. Schlesischen Infanterie-Regiment (Nr. 11) aggregiert. Am 9. August 1811 wurde er dann in das 1. Schlesische Infanterie-Regiment (Nr. 10) versetzt. Mit seiner Beförderung zum Kapitän wurde Grimmenstein am 18. Mai 1812 Kompaniechef im 4. Ostpreußischen Infanterie-Regiment. Während der Befreiungskriege kämpfte er in der Schlacht bei Großbeeren, wurde in den Schlachten von Dennewitz und Laon verwundet. Ferner nahm Grimmenstein an der Einnahme von Amsterdam sowie an den Belagerungen von Spandau und Wittenberg, der Blockade von Soissons, den Gefechten von Zahna, Trebbin, Westwesel, Loenhut, Merrem und Deuren teil. Für Antwerpen erhielt er den Orden des Heiligen Wladimir IV. Klasse und für Westwessel das Eiserne Kreuz II. Klasse. In der Zeit wurde er am 19. Januar 1814 als Major in das 16. Infanterie-Regiment versetzt und am 19. August 1815 kam Grimmenstein als Kommandeur in das 2. Thüringische Landwehr-Infanterie-Regiment in Erfurt.
Am 1. Mai 1816 wurde er in den besoldeten Stamm dieses Regiments versetzt. Er machte sich viele Freunde und förderte u. a. das Waisenhaus in Erfurt. Als er versetzt werden sollte, machten die Landräte von Erfurt und Weißenfels eine Eingabe beim König um Grimmenstein zu halten. So versetzte der König Grimmenstein am 12. März 1820 als Kommandeur des III. Bataillon zum 27. Landwehr-Regiments. In dieser Stellung erfolgte am 30. März 1822 seine Beförderung zum Oberstleutnant sowie am 30. März 1828 mit Patent vom 8. April 1828 zum Oberst. Am 15. Juni 1830 erhielt Grimmenstein als Generalmajor seinen Abschied mit der gesetzlichen Pension. Er starb am 28. Oktober 1846 in Erfurt und wurde dort am 30. Oktober 1846 beerdigt.

### Familie
Grimmenstein heiratete am 20. September 1818 in Weißenseen Luise von Müller genannt von Rauneck (* 1796; † 6. Mai 1875), eine Tochter des Kreiskassierers in Weißensee Gottgetreu von Müller. Das Paar hatte mehrere Kinder:
- Franz Johann Rudolf (* 2. Dezember 1819; † 29. März 1892), 7. Ulanenregiment ⚭ Maria Pauline Johanna Amalie Mathilde von Nostitz-Rieneck (* 6. August 1832), Tochter des Generals August Ludwig von Nostitz
- Franziska Luise Marie (* 2. Dezember 1819; † 14. Dezember 1819)